# A Whisker Away
A Whisker Away (jap. 泣きたい私は猫をかぶる Nakitai watashi wa neko o kaburu) – japoński film animowany z 2020 roku w reżyserii Jun’ichiego Satō i Tomotaki Shibayamy, wyprodukowany przez Studio Colorido, Tōhō Animation i Twin Engine. Został wydany 18 czerwca 2020 na platformie Netflix.

## Fabuła
Historia opowiada o Miyo Sasaki, licealistce, która jest zakochana w koledze z klasy, Kento Hinode. Miyo codziennie podąża za Kento, pragnąc by ten w końcu zwrócił na nią uwagę, jednakże jest ona przez niego za każdym razem ignorowana. Miyo nie poddaje się i pewnego wchodzi w posiadanie magicznej maski, która pozwala jej przemienić się w kota, dzięki czemu może zbliżyć się do Kento i nawiązać z nim relację, choćby pod postacią zwierzęcia. Jednak przemiana niesie za sobą cenę, a Miyo grozi utrata człowieczeństwa i pozostanie kotem już na zawsze.

## Obsada
| Postać             | Seiyū            |
| ------------------ | ---------------- |
| Miyo Sasaki / Tarō | Mirai Shida      |
| Kento Hinode       | Natsuki Hanae    |
| Kusugi-sensei      | Hiroaki Ogi      |
| Hajime             | Fukushi Ochiai   |
| Sprzedawca masek   | Kōichi Yamadera  |
| Kaoru Mizutani     | Ayako Kawasumi   |
| Masamichi Isami    | Kenshō Ono       |
| Yoriko Fukase      | Minako Kotobuki  |
| Miki Saitō         | Sayaka Ōhara     |
| Tamaki             | Rei Sakuma       |
| Yōji Sasaki        | Susumu Chiba     |
| Sugita             | Oolongta Yoshida |
| Kenzo Hinode       | Motomu Kiyokawa  |
| Shōta Bannai       | Wataru Komada    |
| Kakinuma           | Shin’ichirō Miki |
| Ayumu Niibori      | Yūsuke Nagano    |
| Tomoya Sakaguchi   | Daisuke Namikawa |
| Kinako             | Eri Kitamura     |
| Yumi Hinode        | Rina Kitagawa    |
| Shiori Mizoguchi   | Rie Hikisaka     |
| Sachiko Hinode     | Emi Shinohara    |

## Produkcja i wydanie

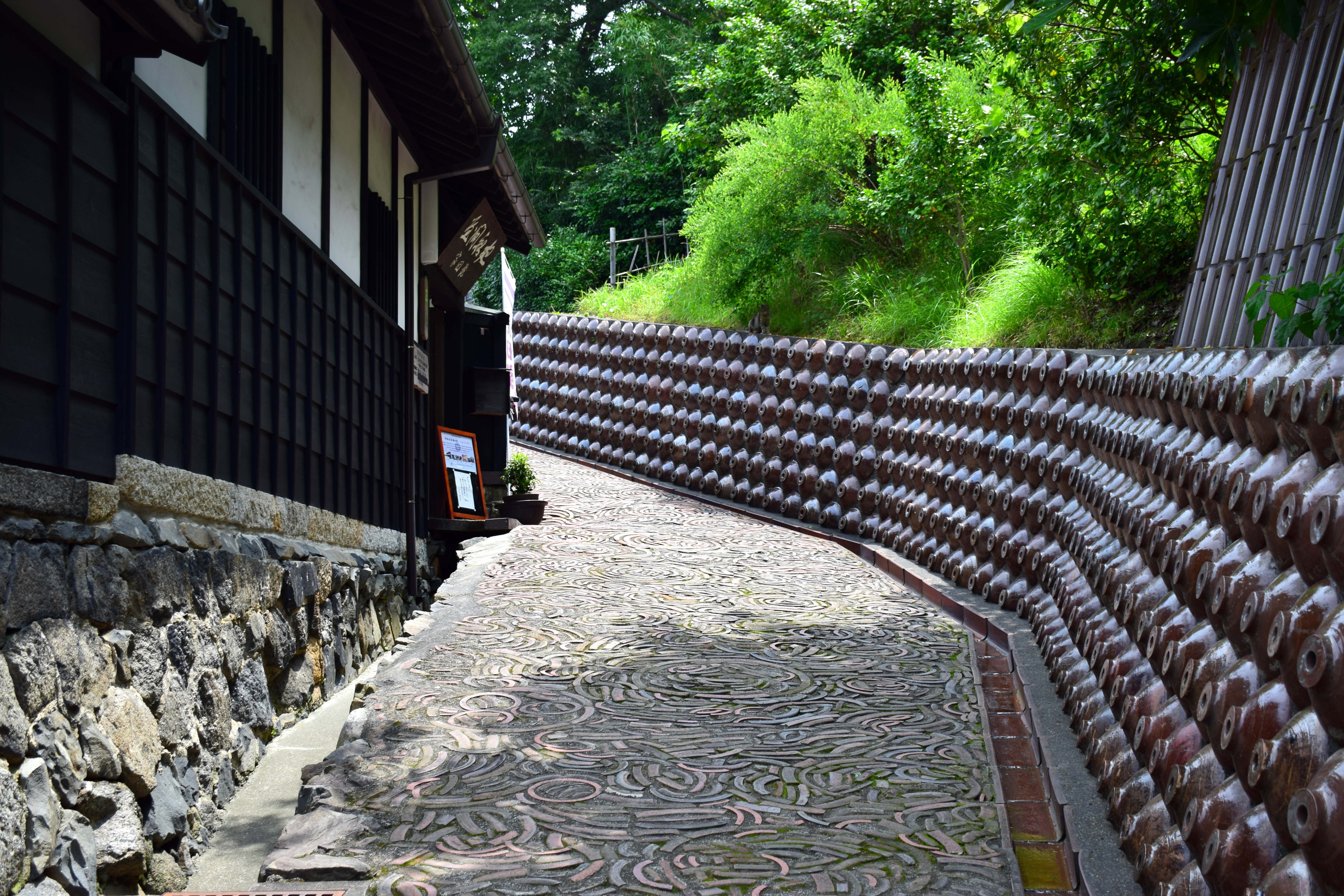
Alejka ze wzmocnionymi ścianami z ceramiki w Tokoname, które zostały ukazane również w filmie.

Film został zanimowany przez Studio Colorido. Jego akcja rozgrywa się w mieście Tokoname w Japonii, ponieważ reżyser Shibayama Tomotaka tam się wychował. Wiele scen ukazanych w filmie jest bezpośrednio zaczerpniętych z rzeczywistych miejsc w mieście.
Zarówno motyw otwierający, zatytułowany „Hana ni bōrei”, jak i końcowy, „Usotsuki”, zostały wykonywane przez japoński duet rockowy – Yorushika.
Film pierwotnie miał ukazać się w japońskich kinach 5 czerwca 2020, jednakże wycofano go z harmonogramu z powodu pandemii COVID-19. Następnie został sprzedany serwisowi Netflix, który wydał go cyfrowo 18 czerwca 2020. 18 września tego samego roku ogłoszono, że film będzie wyświetlany w wybranych japońskich kinach przez cały październik 2020. 23 czerwca 2021 w Japonii została wydana wersja na nośniki Blu-ray/DVD.

## Odbiór
Lawrence Bennie z UK Film Review przyznał filmowi ocenę 4/5, nazywając go „słodkim, uroczym i czarującym”, oraz „wspaniałym kawałkiem animowanego eskapizmu”. Jamie Morris z LeftLion również ocenił go pozytywnie, mówiąc, że „da wielu ludziom powód do uśmiechu”.

## Manga
Adaptacja w formie mangi ukazywała się w magazynie internetowym „Comic Newtype” od 15 maja 2020 do 12 marca 2021. Seria została również opublikowana w 3 tankōbonach, wydanych między 10 czerwca 2020 a 25 marca 2021 nakładem wydawnictwa Kadokawa Shoten.
W Polsce prawda do jej dystrybucji nabyło wydawnictwo Studio JG.
| Nr | Język japoński  | Język japoński         | Język polski     | Język polski           |
| Nr | Data wydania    | ISBN                   | Data wydania     | ISBN                   |
| --- | --------------- | ---------------------- | ---------------- | ---------------------- |
| 1 | 10 czerwca 2020 | ISBN 978-4-04-109619-2 | 20 grudnia 2022  | ISBN 978-83-8001-983-6 |
| Lista rozdziałów - 01. Wybieram miauczenie zamiast płaczu (jap. 泣きたい私は猫をかぶる Nakitai watashi wa neko o kaburu) - 02. Kocia i ludzka maska (jap. 猫の面、人の面 Neko no men, hito no men) - 03. Nigdy (jap. いつだって Itsu datte)                                                                  |                 |                        |                  |                        |
| 2 | 10 grudnia 2020 | ISBN 978-4-04-110809-3 | 27 lutego 2023   | ISBN 978-83-8257-052-6 |
| Lista rozdziałów - 04. Taki sam zapach (jap. 同じ匂い Onaji nioi) - 05. Własnymi słowami (jap. 私の言葉で Watashi no kotoba de) - 06. Noc festynu (jap. 祭の夜 Matsuri no yoru) - 07. Nikogo nie potrzebuję (jap. みんないらない Min’na iranai) - 08. Prawdziwe uczucia (jap. 本当の気持ち Hontō no kimochi) |                 |                        |                  |                        |
| 3 | 25 marca 2021   | ISBN 978-4-04-111181-9 | 25 kwietnia 2023 | ISBN 978-83-8257-062-5 |
| Lista rozdziałów - 09. Różne pragnienia (jap. それぞれの願い Sorezore no negai) - 10. Wyspa kotów (jap. 猫島 Nekojima) - 11. Decyzja Hinode (jap. 日之出の決意 Hinode no ketsui) - 12. Co dalej z nami będzie? (jap. 二人のこれから Futari no kore kara) - 13. Wyznanie (jap. 告白 Kokuhaku)                 |                 |                        |                  |                        |